# لمخلخليين (انخيلة)
لمخلخليين هي إحدى مشيخات المملكة المغربية، تتبع جغرافيا لإقليم سطات وإداريًا لانخيلة. يقدر عدد سكانها بـ 4685 نسمة حسب الإحصاء الرسمي للسكان والسكنى لسنة 2004.